# André Falquet

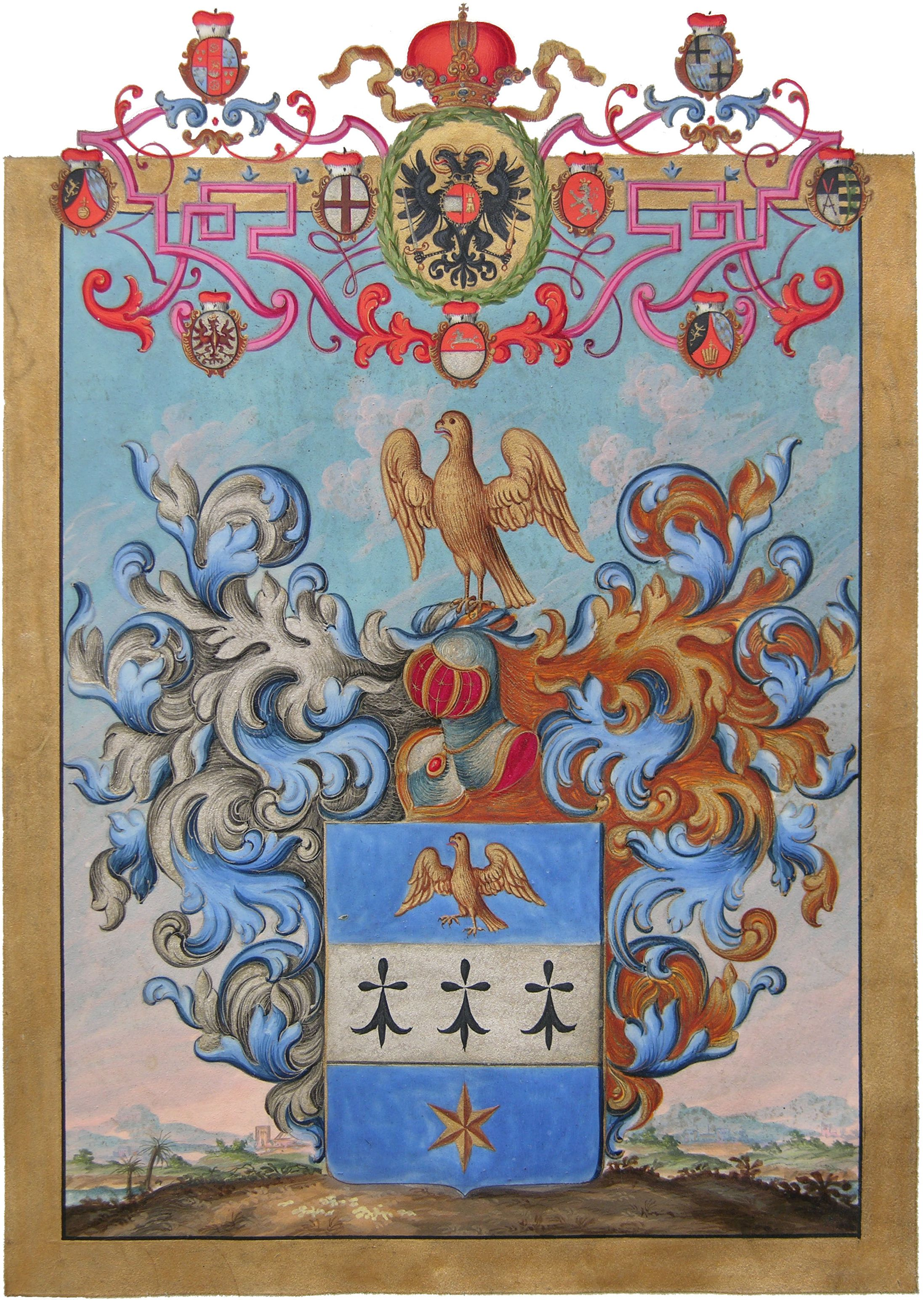
Das mit der Urkunde (s. u.) von 1725 von Karl VI. gebesserte Wappen Falquets

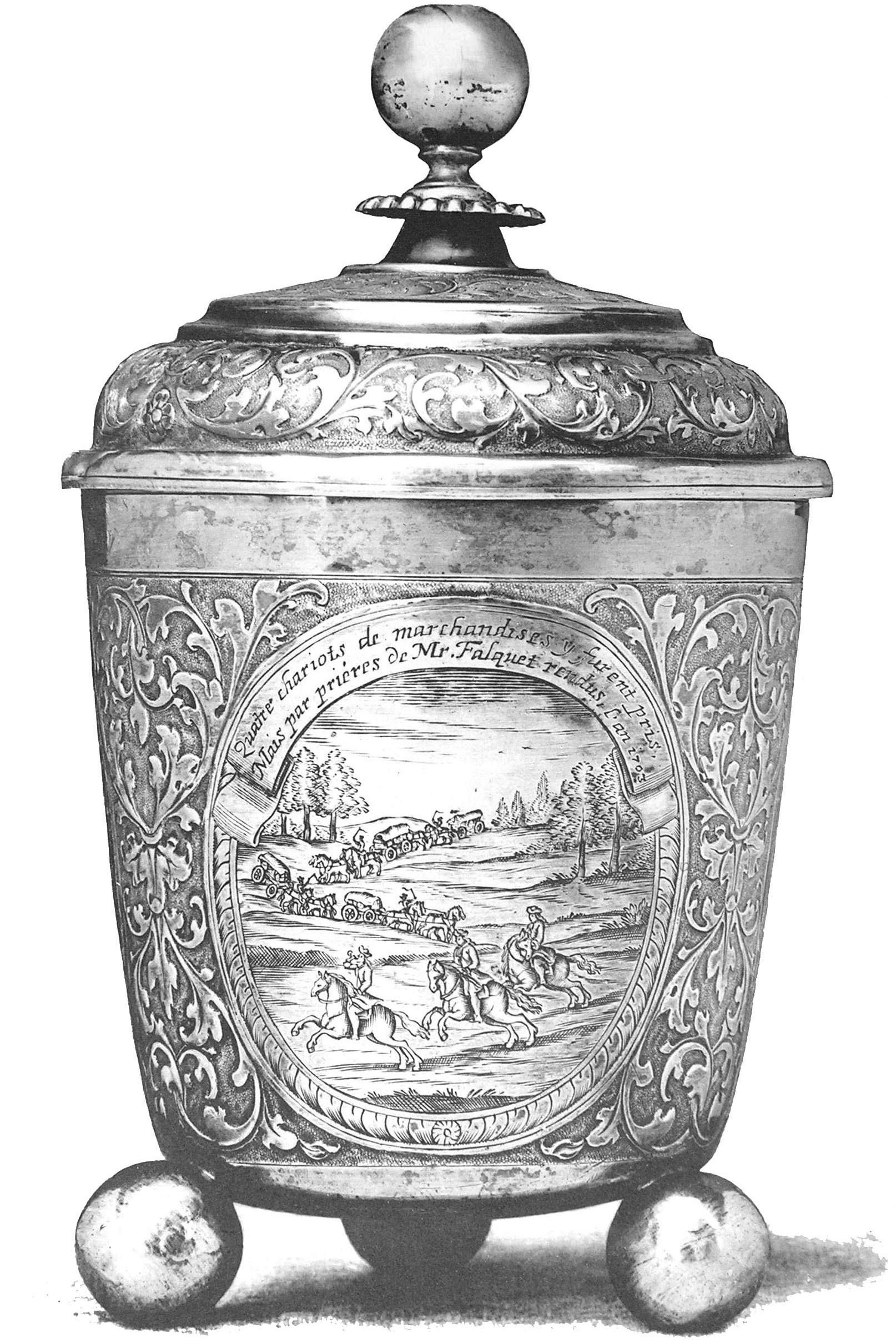
Le Gobelet d'André Falquet

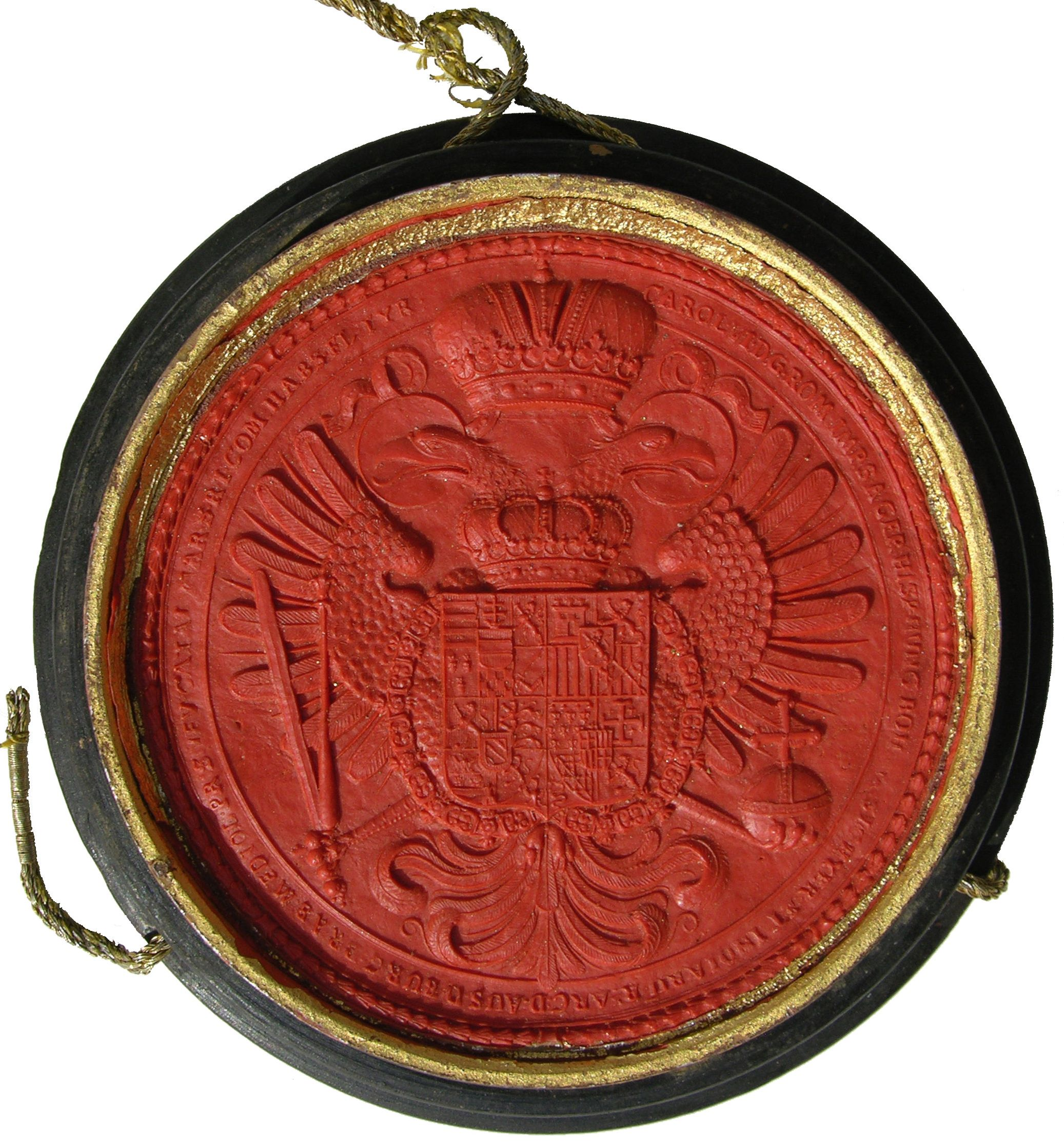
Siegel Karls VI.

André Falquet (* 11. Februar 1681 in Genf; † 28. Januar 1755 ebenda) war ein Genfer Kaufmann und Händler sowie Mitglied im Rat der Zweihundert.

## Leben
Falquets Vorfahren väterlicherseits stammten aus Pouilly (Contamine-sur-Arve). Sein Ururgrossvater Aymé Falquet war dort Essigfabrikant. André Falquets Urgrossvater erwarb schliesslich ein Grundstück in Genf. Falquets Vater Pierre war Juwelier.
André Falqet wurde am Montag, 14. Februar 1681 in der Kathedrale Saint-Pierre von Charles Dufour getauft. Taufpate war André Rousseau, der Bruder von David Rousseau, Jean-Jacques' Grossvater.
Falquet war vom Abschluss seiner Studien (1703) an im Geschäft seines Vaters (Juwelenhandel) tätig. 1703 bereiste er Süddeutschland. Dabei wurde er in die Wirren des Spanischen Erbfolgekriegs verwickelt und konnte sich, da er des Französischen mächtig war, beim französischen Marschall de Villars für die Freigabe vierer konfiszierter Wagen mit Handelsware, die Augsburger Kaufleuten gehörten, einsetzen. Dafür erhielt er von der Stadt Augsburg einen silbervergoldeten Becher, den Gobelet André Falquet. Für die der kaiserlich-österreichischen Armee geleisteten Dienste (Handelsgeschäfte) wurde Falquet mit der Nobilitierungsurkunde vom 16. Juni 1725 geadelt und sein Wappen gebessert.
Aus dem Jahre 1712 finden sich Gerichtsdokumente im Zusammenhang mit einer Jeanne Falquet. Aus den Jahren 1730–1733 finden sich Dokumente eines Prozesses zwischen André Falquet, auf der einen Seite, und dessen Tante Judith Falquet, und deren Mann, Moïse Faure, Mediziner aus Grenoble, auf der anderen Seite.
André Falquet verheiratete sich am 10. Juni 1731 mit Suzanne Lullin.
Ab 1734 gehörte Falquet dem Genfer Rat der Zweihundert an.
Nachdem ihm im 1744 zu Hause Leintücher gestohlen worden sind, hat er Anzeige erstattet.
André Falquet verstarb am 28. Januar 1755 in Genf; sein Nachlass ist im «Inventaire après-dèces» in Genf verzeichnet.

## Familie
Sein Vater, Pierre Falquet, (*Genf 31. Januar 1658 – 10. Februar 1712) war Lehrling bei Jacob Carpin, wurde 1678 als Goldschmiedemeister aufgenommen und tat sich mit Louis Comblefort zusammen.

## Adelsbrief
1725 wurde er mit einer Urkunde Karl VI. geadelt und sein Wappen gebessert. Das Dokument enthält 13 beschriftete Pergamentseiten, wovon die Darstellung des Wappens eine ganze Seite ausfüllt. Der gesamte Text des Dokuments ist in Latein verfasst, da die Kanzleiordnung den Gebrauch des Französischen – Andrés Muttersprache – nicht erlaubte, sondern den Gebrauch von Deutsch oder Latein vorschrieb. Die Urkunde ist mehrfach unterschrieben und bezeugt, wie es Adels- und Wappenbriefe der kaiserlichen Hofkanzlei erfordern, nämlich von

- Karl VI.;
- Friedrich Karl Graf von Schönborn, dem Reichsvizekanzler;
- Philipp Wilderich Johann Georgendiel von Georgenthal, dem «geheimen Sekretär und Referendar lateinischer Expedition» der Reichshofkanzlei;
- Jodoc Pein, dem Registrator der Reichshofkanzlei.

Am Brief ist auch das Siegel Karl VI. befestigt.